# Al-Aschraf Sayf ad-Din Inal
Al-Aschraf Sayf ad-Din Inal (arabisch الأشرف سيف الدين إينال العلائي, DMG al-Ašraf Saif ad-Dīn Īnāl al-ʿAlāʾī) war Sultan der Mamluken (1453–1461).
Inal kam nach dem Sturz von al-Mansur Uthman, dem Sohn von Dschaqmaq (1438–1453) an die Macht. Im Gegensatz zu Letzterem war er völlig ungebildet und stand unter dem Einfluss der Mamlukenemire, welche die Bevölkerung wieder verstärkt ausbeuten konnten. Dies führte, trotz äußerer Prachtentfaltung der Mamluken, zu einer weiteren Verarmung der ägyptischen Bevölkerung. Nach al-Mu'ayyad Ahmad (1461) trat Chuschqadam (1461–1467) die Herrschaft als Sultan an.
| Vorgänger        | Amt                                              | Nachfolger             |
| ---------------- | ------------------------------------------------ | ---------------------- |
| al-Mansur Uthman | Sultan von Ägypten (Burdschi-Mamluken) 1453–1461 | al-Mu'ayyad Ahmad III. |

| Personendaten    | Personendaten                 |
| ---------------- | ----------------------------- |
| NAME             | Aschraf Sayf ad-Din Inal, al- |
| KURZBESCHREIBUNG | Sultan der Mamluken           |
| GEBURTSDATUM     | vor 1453                      |
| STERBEDATUM      | nach 1461                     |